# Эхвая, Николай Тедоевич
Николай Тедоевич Эхвая (10 сентября 1916, село Набакеви, Сухумский округ, Кутаисская губерния, Российская империя — неизвестно, Гальский район, Абхазская АССР, Грузинская ССР) — агроном колхоза имени Сталина Гальского района, Грузинская ССР. Герой Социалистического Труда (1950).

## Биография
Родился в 1916 году в крестьянской семье в селе Набакеви Сухумского округа. После окончания местной школы трудился в сельском хозяйстве до призыва в Красную Армию в 1938 году. Участвовал в Великой Отечественной войне. Воевал командиром взвода в составе 802-го стрелкового полка 392-й стрелковой дивизии. В ноябре 1945 года демобилизовался и возвратился на родину. Трудился агрономом в колхозе имени Сталина Гальского района, председателем которого был Владимир Ахлоевич Гогохия.
В своей работе применял передовые агротехнические методы, в результате которых значительно возросла урожайность сельскохозяйственных культур и колхоз занимал передовые позиции по сбору урожая в Гальском районе. За высокий урожай кукурузы и пшеницы по итогам работы в 1948 году награждён Орденом Ленина.
В 1948 году колхоз сдал государству в среднем с каждого гектара по 95,6 центнеров кукурузы с площади 62 гектара. Указом Президиума Верховного Совета СССР от 3 июля 1950 года удостоен звания Героя Социалистического Труда за «получение высоких урожаев кукурузы, табака и картофеля в 1949 году» с вручением ордена Ленина и золотой медали «Серп и Молот» (№ 5385).
После выхода на пенсию проживал в Гальском районе. Дата смерти не установлена.
Награды
- Герой Социалистического Труда
- Орден Ленина — дважды (03.05.1949; 1950)
- Медаль «За трудовую доблесть» (21.02.1948)
- Медаль «За оборону Кавказа» (01.05.1944)